# Cyanolyca
Cyanolyca és un gènere d'ocells de la família dels còrvids (Corvidae).

## Taxonomia
Segons la Classificació del Congrés Ornitològic Internacional (versió 14.2, 2024) aquest gènere està format per 9 espècies:
- Gaig de collar negre (Cyanolyca armillata Gray, 1845)
- Gaig de collar blanc (Cyanolyca viridicyanus D'Orbigny & Lafresnaye, 1838)
- Gaig turquesa (Cyanolyca turcosa Bonaparte, 1853)
- Gaig superb (Cyanolyca pulchra Lawrence, 1876)
- Gaig de coroneta blava (Cyanolyca cucullata Ridgway, 1885)
- Gaig gorjanegre (Cyanolyca pumilo Strickland, 1849)
- Gaig nan (Cyanolyca nanus Du Bus de Gisignies, 1847)
- Gaig gorjablanc (Cyanolyca mirabilis Nelson, 1903)
- Gaig de gorja argentada (Cyanolyca argentigula Lawrence, 1875)